# Stromatocyphella
Stromatocyphella — рід грибів родини маразмієвих. Назва вперше опублікована 1961 року.